# Paso Río Encuentro
El Paso Internacional Río Encuentro es un paso fronterizo entre la República Argentina (Provincia del Chubut) y la República de Chile ubicándose en la comuna de Palena, Provincia de Palena (X Región de Los Lagos). 
Está abierto desde las 08:00 hasta 20:00 horas, todo el año. Desde Argentina se accede al paso por la Ruta Nacional 259 y desde Chile por Ruta Internacional CH-235. Este paso está controlado en el lado chileno por la Policía de Investigaciones de Chile (PDI), Servicio Nacional de Aduanas (SNA), Servicio Agrícola y Ganadero (SAG) y el lado argentino por Gendarmería Nacional Argentina y está habilitado solo para vehículos menores.